# 패키지 포맷
패키지 포맷(package format)은 패키지에서 찾을 압축 형식이 포함될 파일 및 추가 메타 데이터의 유형이다. 아카이브 포맷 파일은 그 자체가 변경되지 않은 반면, 패키지형식은 메니페스트 파일 혹은 특정 디렉토리의 레이아웃을 필요로 하는 등 특별한 콘텐츠가 포함된다.
이 용어는 특히 유닉스 시스템에서 사용되나, 모든 리눅스 배포판과 BSD 시스템, 맥 OS X의 pkg, 윈도의 MSI파일, 자바의 JAR파일 에서도 사용되고 있다.
이 주로 이런 패키지 종류가 있다.
- 바이너리 패키지
- 소스 코드 패키지

패키지 소프트웨어는 에일리언 소프트웨어 같이 다른 형식으로 변환할 수 있다.

## 예
- deb — 우분투와 같은 데비안과 파생상품에 의해 사용된다.[2]
- 이빌드 — 젠투 리눅스에서 사용된다..
- 푸시 — 파라두스와 그것에서 파생된 파라두스-안카와 푸시리눅스에서 사용된다.
- pkg - 아이폰, 플레이스테이션 3, 솔라리스에서 사용된다.
- PUP 와 PET — 퍼피 리눅스에서 사용된다. - 패키지를 클릭하고 설치한다. 운영체제는 usb에 설치될 수 있으며 애플리케이션을 가져올 수 있다.[3]
- QPKG — QNAP NAS 장치에서 사용된다.[4]
- RPM — 레드햇 엔터프라이즈 리눅스와 페도라에서 파생된 CentOS 등에서 사용된다.
- SLP — 스템프드 리눅스에서 사용된다.
- 아치 리눅스의 Pacman패키지 매니저의 pkg.tar.xz.[5]
- .tgz, .txz, .tbz, .tlz — 슬랙웨어에서 사용된다.
- APK – 안드로이드에서 사용된다.

## 같이 보기
- 응용 프로그램 패키지 관리 시스템의 목록
- 패키지 관리 시스템
- 어드밴스트 패키징 툴
- 패키지킷
- CNR (응용 프로그램)